# Сосинский проезд
Со́синский прое́зд — небольшая улица в центре Москвы в Таганском районе от Сосинской улицы.

## Происхождение названия
Назван в начале XX века по Сосинской улице, к которой примыкает, названной так в свою очередь по фамилии домовладельца.

## Описание
Сосинский проезд начинается от Сосинской улицы, проходит на юго-запад параллельно Большому Симоновскому переулку и заканчивается тупиком.

## Здания и сооружения
По нечётной стороне:
По чётной стороне:
- № 6 стр.1— стоматологическая поликлиника № 66 ЦАО. Год постройки — 1954[1].